# Otto Natzler
Otto Natzler (* 31. Jänner 1908 in Wien; † 7. April 2007 in Los Angeles) war ein austroamerikanischer Keramikkünstler.

## Leben
Otto Natzler war der Sohn aus der Ehe des aus dem slowakischen Vrádište stammenden, in Wien tätigen, Zahnarztes Sigmund Natzler und seiner Frau Regina Frieda Natzler geb. Löwy. Er heiratete 1930 in Wien Bertha Steinmetz. Nach Scheidung der Ehe heiratete er 1934 die Künstlerin Gertrud Amon (1908–1971). Er hatte vier Geschwister.
Das Ehepaar Otto und Gertrud „Trude“ Natzler hatte in Wien in den 1930er-Jahren erste Erfolge als Künstler. Nach dem Anschluss Österreichs an das Deutsche Reich emigrierten sie in die USA. Dort konnten sie 1939 bereits den ersten Preis bei einer Keramikausstellung in Syracuse im US-Bundesstaat New York gewinnen. Ihre Arbeiten wurden 1940 im New Yorker Metropolitan Museum of Art gezeigt. Zahlreiche weitere Ausstellungen in Übersee und Europa folgten.
Seine Frau Gertrud starb an einem Krebsleiden im Jahr 1971; Otto heiratete die Künstlerin Gail Reynolds. Mit ihr realisierte er Werke nach Vorlagen seiner verstorbenen Frau. Das Werk der Natzlers umfasst rund 25.000 Stücke. Das Jüdische Museum Wien ehrte zusammen mit dem Historischen Museum der Stadt Wien (heute: Wien Museum) und dem American Craft Museum in New York das Künstlerehepaar Otto und Gertrud Natzler 1994 mit einer umfassenden Retrospektive.